# Eleições legislativas na Sérvia em 2020
As eleições legislativas na Sérvia em 2020 foram realizadas na Sérvia em 21 de junho de 2020. Inicialmente organizadas para 26 de abril de 2020, foram adiadas por um estado de emergência devido à pandemia de COVID-19 no país.
No período anterior às eleições, foi mantido o diálogo inter-partidário mediado pelo Parlamento Europeu e foram feitas algumas alterações na legislação eleitoral. Inúmeros partidos políticos parlamentares e não parlamentares boicotaram as eleições, incluindo a principal coalizão da oposição Aliança para a Sérvia, que disse que não havia condições para eleições livres e justas. Isso resultou na menor participação desde o estabelecimento de um sistema multipartidário em 1990. A coalizão liderada pelo Partido Progressista Sérvio venceu uma das maiores maiorias parlamentares da Europa.
As organizações de observação eleitoral declararam que as eleições foram conduzidas de maneira eficiente, de acordo com os padrões democráticos mínimos, mas observaram algumas irregularidades que afetaram a participação e os resultados. A OSCE informou que muitas recomendações anteriores do Escritório de Instituições Democráticas e Direitos Humanos não foram adotadas, ao mesmo tempo criticando a falta de liberdade nos meios de comunicação.

## Resultados oficiais
Essa tabela lista apenas os partidos que ganharam lugares.
| Partido                 | Partido | Votos                                                                           | %                                                                               | +/-                                                                             | Deputados                                                                       | +/-                                                                             |
| ----------------------- | --- | ------------------------------------------------------------------------------- | ------------------------------------------------------------------------------- | ------------------------------------------------------------------------------- | ------------------------------------------------------------------------------- | ------------------------------------------------------------------------------- |
|                         | Partido Progressista Sérvio + Aliados (Partido Social-Democrata da Sérvia-Movimento dos Socialistas- Partido dos Pensionistas Unidos da Sérvia-Movimento Força da Sérvia Partido Popular Sérvio-Movimento da Renovação Sérvia-Partido Popular Agrário) | 1 953 998                                                                       | 60,65 / 100,00                                                                  | 12,40                                                                           | 188 / 250                                                                       | 57                                                                              |
|                         | Partido Socialista da Sérvia-Sérvia Unida | 334 333                                                                         | 10,38 / 100,00                                                                  | 0,57                                                                            | 32 / 250                                                                        | 3                                                                               |
|                         | Aliança Patriótica Sérvia | 123 393                                                                         | 3,83 / 100,00                                                                   | Novo                                                                            | 11 / 250                                                                        | Novo                                                                            |
| Barreira dos 3,00%      | |                                                                                 |                                                                                 |                                                                                 |                                                                                 |                                                                                 |
|                         | Movimento pela Restauração do Reino da Sérvia | 85 888                                                                          | 2,67 / 100,00                                                                   | Novo                                                                            | 0 / 250                                                                         | Novo                                                                            |
|                         | Já é Suficiente! | 73 953                                                                          | 2,30 / 100,00                                                                   | 3,72                                                                            | 0 / 250                                                                         | 16                                                                              |
|                         | Partido Democrático da Sérvia | 72 085                                                                          | 2,24 / 100,00                                                                   | -                                                                               | 0 / 250                                                                         | -                                                                               |
|                         | Aliança dos Húngaros da Vojvodina (a) | 71 893                                                                          | 2,23 / 100,00                                                                   | 0,73                                                                            | 9 / 250                                                                         | 5                                                                               |
|                         | Partido Radical Sérvio | 65 954                                                                          | 2,05 / 100,00                                                                   | 6,05                                                                            | 0 / 250                                                                         | 22                                                                              |
|                         | Movimento dos Cidadãos Livres | 50 765                                                                          | 1,58 / 100,00                                                                   | Novo                                                                            | 0 / 250                                                                         | Novo                                                                            |
|                         | Partido Sérvio dos Guardiões do Juramento | 45 950                                                                          | 1,43 / 100,00                                                                   | 0,70                                                                            | 0 / 250                                                                         | Estável                                                                         |
|                         | Saúde para a Vitória | 33 435                                                                          | 1,04 / 100,00                                                                   | Novo                                                                            | 0 / 250                                                                         | Novo                                                                            |
|                         | Partido da Justiça e Reconciliação – Partido Democrático dos Macedónios (a) | 32 170                                                                          | 1,00 / 100,00                                                                   | 0,14                                                                            | 4 / 250                                                                         | 2                                                                               |
|                         | Partido da Ação Democrática (a) | 26 437                                                                          | 0,82 / 100,00                                                                   | 0,39                                                                            | 3 / 250                                                                         | 2                                                                               |
|                         | Partido da Ação Democrática de Sandžak (a) | 24 676                                                                          | 0,77 / 100,00                                                                   | 0,03                                                                            | 3 / 250                                                                         | 1                                                                               |
|                         | Outros partidos (com menos de 1,00%) | 105 678                                                                         | 3,28 / 100,00                                                                   |                                                                                 | 0 / 250                                                                         |                                                                                 |
| Votos Inválidos         | Votos Inválidos | 118 155                                                                         | 3,67 / 100,00                                                                   | 0,81                                                                            |                                                                                 |                                                                                 |
| Total                   | Total | 3 218 763                                                                       | 100,00 / 100,00                                                                 |                                                                                 | 250 / 250                                                                       |                                                                                 |
| Eleitorado/Participação | Eleitorado/Participação | 6 584 376                                                                       | 48,88 / 100,00                                                                  | 7,19                                                                            |                                                                                 |                                                                                 |
| Notas                   | Notas | (a) Partidos representativos de minorias étnicas isentos da barreira dos 3,00%. | (a) Partidos representativos de minorias étnicas isentos da barreira dos 3,00%. | (a) Partidos representativos de minorias étnicas isentos da barreira dos 3,00%. | (a) Partidos representativos de minorias étnicas isentos da barreira dos 3,00%. | (a) Partidos representativos de minorias étnicas isentos da barreira dos 3,00%. |